# Farmacodinámica

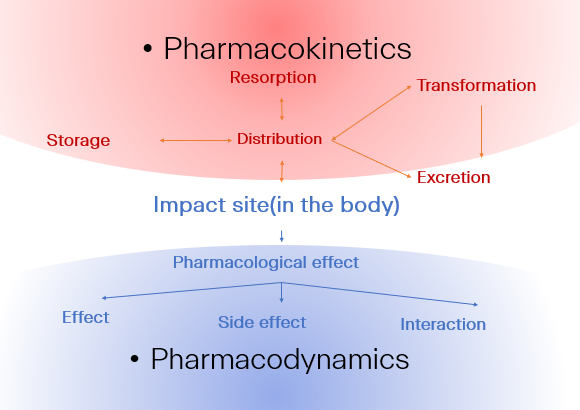
Farmacodinámica y Farmacocinetica relevancia.

En farmacología, la farmacodinámica o farmacodinamia es el estudio de los efectos bioquímicos y fisiológicos de los fármacos y de sus mecanismos de acción y la relación entre la concentración del fármaco y el efecto de este sobre un organismo. Dicho de otra manera, es el estudio de lo que le sucede al organismo por la acción de un fármaco. Desde este punto de vista es opuesto a lo que implica la farmacocinética, la cual estudia los procesos a los que un fármaco es sometido a través de su paso por el organismo.
La farmacodinámica puede ser estudiada a diferentes niveles; tales como: molecular, submolecular, celular, a nivel de tejidos y órganos y a nivel del cuerpo entero; usando técnicas in vivo, post-mortem o in vitro.
Los estudio de los modelos de farmacodinámica se abrevian modelos "FD" mientras que los modelos de farmacocinética se abrevian "FC", generalmente son estudiados en conjunto en los modelos FD/FC.
La farmacodinamia incluye la 
interacción del fármaco con su receptor específico; estos receptores pueden ser acoplados a proteínas G, intracelulales, citoplasmáticos e iónicos. Dependiendo de las características del receptor y del fármaco es la respuesta que se esperará, por lo que, en los receptores iónicos, tienen una respuesta más rápida, y este tipo de receptores puede ser encontrado en sistema nervioso, corazón, músculo. Los receptores que son intracelulares son los que tienen un mecanismo de acción lento, ya que son los que ocasionan un cambio en la conformación de la célula o un cambio en su metabolismo.
Desde que se inició el estudio de la acción de los fármacos, se observó que esta aumentaba de forma proporcional a la dosis del fármaco administrado, hasta llegar a un máximo, punto a partir del cual no aumentaba por más que aumentara la cantidad de fármaco. Esto hizo pensar que los fármacos actuaban sobre unos "sitios" específicos en el organismo. Estos sitios son limitados, lo que explicaba el comportamiento del fármaco: aumenta la acción conforme se van ocupando los sitios, pero cuando están todos ocupados se estabiliza. Esto abrió paso al concepto de sitios receptivos específicos, o receptores. Estos receptores son estructuras celulares que tienen una finalidad concreta y que son activados en su actuación por distintas sustancias, tanto naturales como externas al organismo (fármacos). Por tanto, los fármacos no crean efectos nuevos en el organismo, limitándose a potenciar o inhibir efectos ya existentes.
El conocimiento de estos efectos y de los receptores responsables de los mismos ha sido el eje de la investigación farmacodinámica, desde que John Newport Langley propuso su existencia en Cambridge, Inglaterra.

## Tipos de efectos farmacológicos
Al administrar un fármaco se pueden conseguir diversos efectos farmacológicos que se correlacionan con la acción del fármaco. El fármaco por sí solo no forma algo nuevo, sólo emite una respuesta mediante la activación o inhibición de lo que encuentra. En presencia de un fármaco se lleva a cabo un proceso de acción farmacológica que puede ser de varios tipos: reacción enzimática, movimiento de cargas eléctricas o de ion calcio a través de membranas.
El efecto farmacológico es lo que aparece después de una acción farmacológica.
- Efecto primario: es el efecto fundamental terapéutico deseado de la droga.
- Efecto placebo: son manifestaciones que no tienen relación con alguna acción realmente farmacológica.
- Efecto indeseado: cuando el medicamento produce otros efectos que pueden resultar indeseados con las mismas dosis que se produce el efecto terapéutico.
- Efecto colateral: son efectos indeseados consecuencia directa de la acción principal del medicamento.[3]
- Efecto secundario: son efectos adversos independientes de la acción principal del fármaco.
- Efecto tóxico: por lo general se distingue de los anteriores por ser una acción indeseada generalmente consecuencia de una dosis en exceso. Es entonces dependiente de la dosis, es decir, de la cantidad del medicamento al que se expone el organismo y del tiempo de exposición.[4]
- Efecto letal: acción biológica medicamentosa que induce la muerte.[5]

## Dosis
Un fármaco determinado emite una acción farmacológica sobre un estado patológico o fisiopatológico a partir de una dosis específica. El efecto no se lleva a cabo si se administra una dosis menor. La dosis es la cantidad de una droga que se administra para lograr eficazmente un efecto determinado. El estudiar o estimar la dosis efectiva y la forma correcta de administración del fármaco se le llama dosificación, administrada por la posología. La dosis puede clasificarse en:
- Dosis subóptima o ineficaz: es la máxima dosis que no produce efecto farmacológico apreciable.
- Dosis mínima: es una dosis pequeña y el punto en que empieza a producir un efecto farmacológico evidente.
- Dosis máxima: es la mayor cantidad que puede ser tolerada sin provocar efectos tóxicos.
- Dosis terapéutica: es la dosis comprendida entre la dosis mínima y la dosis máxima.
- Dosis tóxica: constituye una concentración que produce efectos indeseados.
- Dosis mortal: dosis que inevitablemente produce la muerte.
- DL50: denominada Dosis Letal 50 o Dosis Mortal 50%, es la dosis que produce la muerte en 50 % de la población que recibe la droga.[6] Así también se habla con menos frecuencia de DL20, DL90 y DL99.
- DE50: denominada Dosis Efectiva 50 es la dosis que produce un efecto terapéutico en el 50 % de la población que recibe la droga.[7]

En farmacología se usan otras denominaciones, como dosis inicial, dosis de mantenimiento, dosis diaria y dosis total de un tratamiento.

## Selectividad
El estudio de los mecanismos de acción de un medicamento sobre las células comienza conociendo la selectividad de la droga. La selectividad de un fármaco radica en que el fármaco puede actuar sobre un receptor o receptores y también en el sitio específico del organismo. Algunos medicamentos tienen una muy baja selectividad por lo que ejercen sus efectos sobre muchos órganos y tejidos, mientras que otras drogas son altamente selectivos, como un antiácido que ejerce su función en células de un órgano específico. Para la mayoría de las drogas, la acción que ejercen sobre el cuerpo es críticamente dependiente de su estructura química, de tal modo que variaciones minúsculas en esa estructura altera tremendamente la selectividad del medicamento.
Los receptores se sitúan en diferentes lugares del organismo, pero la respuesta que dará el fármaco será diferente, lo que puede ocasionar reacciones adversas. Selectividad: "efecto específico orgánico" naturaleza. dosis, intervalo, tipo de paciente/características individuales.

## Receptores
La mayoría de las drogas ejercen su acción sobre una célula por virtud de su reconocimiento de receptores sobre la superficie celular, específicamente por tener la configuración molecular que se ajusta al dominio de unión del receptor. El receptor farmacológico es una molécula que se encuentran sobre todo en los receptores de membrana. Estos receptores poseen estructuras que ayudan a que el fármaco se acople a él, dando como resultado un complejo fármaco-receptor quien se encarga de la acción farmacológica. El receptor específico se acopla a un tipo de molécula. Esta molécula formada de proteína tiene cierta especificidad y reversibilidad.
El complejo fármaco-receptor es un enlace débil. Aquí el receptor tiene diferentes sitios de adherencia donde se acopla el fármaco. La selectividad de un fármaco por uno o varios órganos se fundamenta principalmente por lo específico que es la adherencia del medicamento al receptor diana. Algunos fármacos se unen a un solo tipo de receptores, mientras que otros tienen la facultad bioquímica de unirse a múltiples tipos de receptores celulares.
Las interacciones entre el fármaco y su receptor vienen modelados por la ecuación de equilibrio:
{\displaystyle L+R\ \leftrightarrow \ L\!\cdot \!R}
donde L=ligando (droga), R=receptor (sitio de unión), y donde se pueden estudiar matemáticamente la dinámica molecular con herramientas como el potencial termodinámico, entre otros.
Cuando una droga, una hormona, etc., se une con un receptor, es llamado un ligando, los cuales se clasifican en dos grupos, los agonistas y los antagonistas.

### Agonistas
Es un fármaco que produce un efecto combinándose y estimulando al receptor, estos pueden ser clasificados como:
- Agonistas completos: los que producen la máxima respuesta posible.
- Agonistas parciales: son los agonistas que no logran alcanzar el Emax (efecto máximo) de los agonistas completos.
- Agonistas inversos: los que logran efectos opuestos a los producidos por los agonistas completos y parciales.[1]

### Antagonistas
Es un fármaco que produce efecto farmacológico bloqueando al receptor y, por lo tanto, es capaz de reducir o abolir el efecto de los agonistas. Los antagonistas pueden ser clasificados como:
1. Antagonistas competitivos: Son aquellos que bloquean el efecto de los agonistas compitiendo por el mismo sitio de fijación en el receptor, se dividen en dos tipos.
  1. Antagonistas reversibles: Que pueden ser desplazados del receptor por dosis crecientes del agonista (antagonismo superable). Los antagonistas competitivos reversibles desplazan la curva dosis-respuesta de los agonistas hacia la derecha (es decir aumentan la DE50 y reducen la afinidad) sin afectar la Emax y eficacia del agonista.
  2. Antagonistas irreversibles: Que no pueden ser desplazados del receptor por dosis crecientes del agonista (antagonismo insuperable). Los antagonistas competitivos irreversibles reducen la Emax y la eficacia del agonista.
2. Antagonistas no competitivos: Son aquellos que bloquean el efecto de los agonistas uniéndose al receptor en un sitio distinto al sitio de fijación del agonista. Estos antagonistas reducen el Emax (la eficacia). Estos a su vez, se dividen en dos tipos.
  1. Reversibles: Los cuales se disocian fácilmente del receptor al suspender su administración en el paciente o el lavado del tejido aislado.
  2. Irreversibles: Que se fijan permanentemente o modifican covalente el receptor el cual queda permanentemente inutilizado y tiene que ser reemplazado por uno nuevo.

## Unión a receptores
Estructuras funcionales específicas son sitios que se encuentran en los organismos de los seres vivos en donde el fármaco necesariamente se une para poder ejercer la acción farmacológica. El fármaco sin la presencia de los receptores farmacológicos y las enzimas, no podría desarrollar su acción farmacológica. El complejo fármaco-receptor es el que activa la acción farmacológica. Estructuras funcionales no específicas, no tienen un sitio de unión, indican que el fármaco por sí solo desarrollará la respuesta farmacológica.
La unión de un ligando, en este caso un medicamento, a los receptores se ve gobernado por la ley de acción de masas, el cual relaciona, grosso modo, la velocidad con la que ocurren un gran número de procesos moleculares. Las diferentes velocidades de formación y desintegración de uniones proteicas pueden ser usadas para determinar la concentración de equilibrio de receptores unidos a sus ligandos. La constante de disociación en equilibrio para una reacción entre un ligando (L) y su receptor (R):
{\displaystyle L+R\ \leftrightarrow \ L\!\cdot \!R}
se define con la ecuación
{\displaystyle K_{d}={\frac {[L][R]}{[L\!\cdot \!R]}}}
donde los corchetes ([]) denotan la concentración del elemento. La fracción unida a un receptor se calcula con la fórmula: (1+[R]/[L·R])-1, el cual puede luego ser expresado usando la constante de disociación (Kd) de la siguiente manera:
{\displaystyle Fraccion\ Unida={\frac {1}{1+{\frac {K_{d}}{[L]}}}}}
Esta expresión es una de las maneras de considerar el efecto de una droga, en el que la respuesta celular está asociada a la fracción de receptores unidos a sus ligandos. Esa fracción de receptores unidos a sus ligandos se conoce como ocupancia y está igualmente relacionada con la concentración disponible del ligando, en este caso, la droga. La relación entre la ocupancia y la respuesta farmacológica por lo general no es una relación lineal. Ello explica el fenómeno llamado receptores de reserva, es decir, la fracción de receptores cuya ocupación no es necesaria para obtener el efecto máximo.
La acción reversible implica que la acción del fármaco que se produce en tiempo determinado no durara permanente. Una vez que el fármaco ha formado el complejo, este se desenlaza del receptor y sigue un proceso de metabolismo para al final ser excretado. La finalidad de que sea reversible hace que acabe la acción farmacológica. En el caso de los fármacos antitumorales estos se entrelazan al DNA y lo fragmentan, este es un hecho irreversible. Posteriormente el fármaco es disuelto por los macrofagos que se comen la fragmentación del DNA. En la mayoría de los casos la acción farmacológica es del tipo reversible.

## Afinidad y actividad intrínseca
El complejo fármaco-receptor es una interacción fisicoquímica que se produce entre diferentes moléculas al administrar un fármaco para que produzca un efecto biológico en el organismo de un ser vivo, la cual es medida mediante componentes moleculares llamados receptores. La interacción del fármaco —y, en realidad, cualquier ligando— tiene dos propiedades, la afinidad, que es la capacidad del medicamento de establecer una unión estable, y la actividad intrínseca, que es la eficacia biológica del complejo droga:receptor en producir una mayor o menor respuesta celular. De modo que algunos medicamentos pueden tener la misma afinidad estructural por un receptor, más uno puede tener una gran eficacia en la unión, mientras que el otro mucho menor. Un agonista y un antagonista pueden tener la misma afinidad por el receptor, pero el antagonista no tiene eficacia en producir actividad intrínseca en la célula como consecuencia de su unión con el receptor.
La interacción comienza por medio de ciertas moléculas de señalización llamadas primeros mensajeros, los cuales se encuentran regulados por proteínas receptoras y se van a unir a canales iónicos, para que después se activen otras moléculas conocidas como segundos mensajeros.
Para que todo esto ocurra los fármacos deben contar con dos propiedades fundamentales: afinidad y actividad intrínseca. Si poseen ambas características se denominan fármacos agonistas, pero si únicamente cuentan con la afinidad por el receptor se conocen como fármaco antagonista.

## Efectos en el cuerpo
La mayoría de los fármacos actúan inhibiendo o estimulando las células, destruyéndolas o reemplazando en ellas determinadas sustancias. Los mecanismos de acción se fundamentan principalmente en su asociación con receptores asociados a canales iónicos, a una proteína G, receptores con actividad enzimática intrínseca o con receptores asociados a proteínas enzimáticas como la tirosincinasa.

### Control de canales iónicos
El contacto con receptores asociados a canales iónicos aumenta la permeabilidad de la membrana y la conducción de iones a través de la membrana plasmática alterando su potencial de membrana eléctrico facilitando su despolarización.

### Formación de segundos mensajeros
La formación de segundos mensajeros acoplados a una proteína G activa enzimas como la adenilciclasa, el AMP cíclico, proteíncinasas, las cuales transducen señales que inducen gran cantidad de posibles efectos funcionales sobre la célula. Otras moléculas diana de un gran número de fármacos son las pertenecientes al sistema de los fosfoinosítidos de la membrana celular. Ellos también son acoplados a segundos mensajeros y ejercen respuestas celulares por medio del calcio, por ejemplo.

### Actividad enzimática intrínseca
Cuando una droga se une a su receptor tiende a ejercer control directo sobre la fosforilación de proteínas celulares, modificando la estructura conformacional de la proteína, activando o inactivándola.

### Control de transcripción
Algunos medicamentos atraviesan la membrana plasmática y actúan directamente sobre el núcleo celular y sobre receptores intracelulares, revirtiendo la represión del ADN y aumentando la transcripción y síntesis proteica.

## Modificación de la acción de un fármaco
Los principales factores o parámetros que modifican las acciones de los fármacos incluyen:
- Fisiológicos: edad, sexo, raza, genética, peso corporal, etc.
- Patológicos: estrés, factores endocrinos, insuficiencia renal, cardiopatías, etc.
- Farmacológicos: dosis, vías de administración, posología, tolerancia, taquifilaxia, etc.
- Ambientales: condiciones meteorológicas, fenómenos de toxicidad de grupo, etc.

## Farmacodinámica multicelular
El concepto de la farmacodinámica ha sido ampliado para poder incluir a la Farmacodinámica Multicelular (MCPD), que estudia las propiedades estáticas, dinámicas y las relaciones entre un conjunto de fármacos y una organización multicelular dinámica y diversa cuatridimensional. Es el estudio de todo el funcionamiento del fármaco en el mínimo sistema multicelular (mMCS).

## Nuevos fármacos
Los estudios farmacodinámicos pueden ayudar al desarrollo racional de agentes farmacéuticos mediante los siguientes aspectos:
- Demostrar la actividad biológica del fármaco sobre su diana terapéutica cuando se administra a los pacientes.

- Analizar los efectos moleculares y biológicos que se producen como consecuencia de la acción del fármaco sobre la diana

- Mediante estos estudios se puede analizar un rango de Dosis Biológica Óptima del fármaco, es decir, la dosis mínima de fármaco que produce el máximo efecto biológico, y explorar la eficacia de los distintos esquemas de administración en función del efecto biológico que produce cada uno de ellos.

- Identificar los efectos moleculares (marcadores) relacionados con la respuesta y resistencia al fármaco.